# Auménancourt
Auménancourt è un comune francese di 934 abitanti situato nel dipartimento della Marna nella regione del Grand Est.

## Società

### Evoluzione demografica
Abitanti censiti